# Music to Listen To...
Music to Listen To... (a veces conocido como Music to listen to~dance to~blaze to~pray to~feed to~sleep to~talk to~grind to~trip to~breathe to~help to~hurt to~scroll to~roll to~love to~hate to~learn Too~plot to~play to~be to~feel to~breed to~sweat to~dream to~hide to~live to~die to~GO TO) es el tercer EP de la banda británica Bring Me the Horizon. Fue lanzado el 27 de diciembre de 2019 sin previo aviso. El lanzamiento fue producido por los miembros de la banda Oliver Sykes y Jordan Fish, y presenta colaboraciones con varios artistas, incluidos Halsey y Yonaka.

## Antecedentes
A pesar de ser más largo que cualquiera de los álbumes de estudio de la banda, Music to Listen To... se comercializa como un EP, aunque otras fuentes se han referido a él como un álbum. El lanzamiento llega poco después de una entrevista con el vocalista Oliver Sykes en la que discutió los planes para más lanzamientos experimentales, afirmando que "No vamos a hacer un álbum de nuevo, tal vez nunca". Se dejó sin anunciar hasta el día de su lanzamiento, con la banda publicando "nuevo disco ahora" en sus redes sociales.
Music to Listen To... marcó una continuación de la dirección más colaborativa explorada en Amo, la última de las cuales incluyó características de Grimes y Dani Filth. El grupo se une al cantante de pop Halsey en la canción "¿", y luego colaboraría con ella nuevamente en su propia canción "Experiment on Me", producida por Sykes y Fish. Otros artistas destacados incluyen a sus compañeros de gira anteriores, Yonaka y Lotus Eater, así como al atuendo de pop independiente Happyalone. y el artista de hip hop Bexey.
Al describir el proceso detrás del lanzamiento, Sykes dijo que su primera idea fue hacer "un poco de un álbum de estudio, o algo largo, usando fragmentos de lo que tenemos de Amo o demos y cosas así. Cuando nos reunimos se convirtió en algo completamente diferente, y simplemente rodamos con él".

## Recepción
Music to Listen To.... recibió críticas muy diversas. Algunos elogiaron su experimentación, mientras que otros no se mostraron tan entusiasmados con el giro estilístico y criticaron su duración.
En una reseña de cuatro estrellas para NME, Ali Shutler calificó el lanzamiento como un "experimento audaz" y lo describió como una "escucha intensa, a veces confusa, que definitivamente no será para todos, pero [...] nunca se siente como un trabajo duro". Una reseña menos positiva de Simon K. de Sputnikmusic calificó el álbum como "carente de estructura compositiva, narrativa y fluidez" y lo resumió como una "broma de borrachos de la que la banda bien podría arrepentirse". AllMusic también criticó el lanzamiento, afirmando que "a medida que las canciones se fusionan, no hay mucho a lo que aferrarse, más allá de los grandes momentos que repentinamente se expanden y devoran a los oyentes".

## Lista de canciones
| N.º | Título | Duración |  |
| 1.  | «Steal Something.»                                                                                             | 10:12    |  |
| 2.  | «Candy Truck / You Expected: LAB Your Result: Green»                                                           | 7:15     |  |
| 3.  | «A Devastating Liberation»                                                                                     | 4:40     |  |
| 4.  | «¿» (con Halsey)                                                                                               | 5:13     |  |
| 5.  | «Underground Big {HEADFULOFHYENA}» (con Bexey y Lotus Eater)                                                   | 24:06    |  |
| 6.  | «'Like Seeing Spiders Running Riot on Your Lover's Grave'» (con Happyalone.)                                   | 6:39     |  |
| 7.  | «Dead Dolphin Sounds 'Aid Brain Growth in Unborn Child' Virtual Therapy / Nature Healing 2 Hours» (con Toriel) | 10:10    |  |
| 8.  | «Tapes» (con Yonaka)                                                                                           | 7:18     |  |

Notas
- "Like Seeing Spiders Running Riot on Your Lover's Grave" está estilizado en minúsculas.
- "Tapes" está estilizado como "±ªþ³§".[10]

## Créditos y personal
Créditos obtenidos de AllMusic.
Bring Me the Horizon
| - Oliver Sykes – voz - Lee Malia – guitarra líder - Matt Kean – bajo - Matt Nicholls – batería - Jordan Fish – teclados Músicos adicionales - Halsey: voz (pista 4). - Bexey: voz (pista 5). - Lotus Eater: voz (pista 5). - Happyalone.: voz (pista 6). - Toriel: voz (pista 7). - Theresa Jarvis de Yonaka: voz (pista 8). |

## Posicionamiento en lista
| Gráfica (2020)                       | Posición |
| ------------------------------------ | -------- |
| Australian (ARIA)                    | 11       |
| Japón (Billboard)                    | 66       |
| UK Album Downloads (OCC)             | 24       |
| Reino Unido (UK Rock & Metal Albums) | 17       |